# Initiative Freiheitliche Frauen
Het Initiative Freiheitliche Frauen (Nederlands: Initiatief van Vrijheidslievende Vrouwen, IFF) is een deelorganisatie van de Oostenrijkse politieke partij Freiheitliche Partei Österreichs (FPÖ). 
Het IFF gaat uit van de gelijkheid van man en vrouw. Het IFF staat voor keuzevrijheid voor vrouwen hoe zij hun leven vorm willen geven. Vrouwen mogen niet gedwongen worden om aan het arbeidsproces deel te nemen als zij dat niet willen, tegelijkertijd mogen er geen belemmeringen zijn voor vrouwen om hun talenten te ontplooien op de arbeidsmarkt. Dit noemt de organisatie Echte Wahlfreiheit ("Echte keuzevrijheid"). Fel zet het IFF zich af tegen Gender Mainstreaming: om gelijkheid tussen de geslachten te bewerkstelligen moet men de verschillen tussen man en vrouw niet uitvlakken maar zich schikken naar de natuurlijke orde.
De huidige voorzitter van het IFF is Carmen Schimanek (*1965) uit Stiermarken. Zij is sinds 2008 lid van de fractie van de FPÖ in de Nationale Raad en woordvoerder vrouwenzaken.